# 細野躋
細野 躋（ほその のぼる、1890年4月9日 - 1984年3月30日）は昭和時代日本の官僚、実業家。

## 来歴
1890年（明治23年）、東京府豊多摩郡渋谷村（現在の東京都渋谷区）で細野順の長男として出生。1915年（大正4年）に東京帝国大学法学部を卒業し高等文官試験に合格、鉄道省に入省する。イギリス、次いでアメリカ合衆国へ留学し、帰国後に鉄道書記官を経て総務課長へ至る。官僚時代には各地の鉄道局職員が編成したチームの対抗戦「全国鉄道野球大会」への出場経験がある。
阪神電気鉄道へ出向後、取締役支配人に至るが読売新聞社の正力松太郎から甲子園球場を本拠地とする職業野球チーム創設を持ち掛けられ、今西与三郎社長、石井五郎専務らと1935年（昭和10年）12月に阪神タイガースの前身となる「大阪野球倶楽部」設立に尽力した。日本職業野球連盟のリーグ戦開始後は阪急軍の小林一三と共に南海鉄道の寺田甚吉を熱心に誘い、南海軍の創設とリーグ加盟に協力している。
終戦後は阪神電鉄専務に至り、摩耶鋼索鉄道および阪神百貨店取締役、阪神乗合自動車監査役を経て摂津車輛代表取締役を務める。
1984年（昭和59年）3月30日死去。享年95（満93歳没）。